# آپا لینا
آپا لینا (به انگلیسی: Apa Lină)، ریزابه چپی (انشعاب چپی) از رودخانه بارزائوتا (Bărzăuța) در رومانی است. این رود از میان کوه‌های نمیرا جاری می‌شود. طول آن ۱۵ کیلومتر بوده و مساحت حوضه آبریز آن ۴۸ کیلومتر مربع است.